# Гаплогруппа M (мтДНК)
В популяционной генетике человека гаплогруппой M называют одну из гаплогрупп, выявленных при анализе последовательности митохондриальной ДНК (mtDNA). Эта гаплогруппа широко распространена в Азии, особенно в Индии. Тем не менее, макрогруппа М сама представляет собой одну из ветвей митохондриальной гаплогруппы L3, от которой она отделилась 60 — 75 тыс. лет назад. TMRCA для базальной неафриканской гаплогруппы M составляет около 49 тыс. лет (95% доверительный интервал: 54,8—43,6 тыс. лет). Предковая гаплогруппа L3 в свою очередь происходит от потомков гипотетической митохондриальной Евы из Африки.
Наличие линии гаплогруппы M в Эфиопии, названной M1, привело к предположению, что гаплогруппа M могла возникнуть в Восточной Африке примерно 60 тыс. л. н., а затем попасть в Азию. Однако, в 2006 году А. Оливьери сообщил, что примерно 45—40 тыс. л. н. преобладающие ныне североафриканские гаплогруппы M1 и U6 возникли в Юго-Западной Азии и вместе двинулись в Африку.
TMRCA для гаплогруппы M71d составляет около 22,21 тыс. лет (95% доверительный интервал: 14,4—31,52 тыс. лет). Гаплогруппа M71d выявлена в Таиланде, Лаосе и Мьянме и не была обнаружена в современных популяциях Южного Китая.
Стивен Оппенгеймер предложил для макрогруппы M название клан Манью. Со ссылкой на исследование эстонских генетиков Томаса Кивисилда и Рихарда Виллемса он писал, что носители субклады M1 переправились через Красное море и прошли на территорию нынешней Эфиопии во времена последнего ледникового периода.
Макрогруппа M является предком нескольких гаплогрупп. Важнейшие из них:
- гаплогруппа CZ
  - гаплогруппа C — распространены у народов севера Азии, американских индейцев и латиноамериканцев[12][13];
  - гаплогруппа Z — распространена в Корее, северном Китае и Центральной Азии. Однако с наибольшей частотой встречается среди некоторых народов России и среди саамов на севере Скандинавии;
- гаплогруппа D — встречается в Средней Азии, на Дальнем Востоке и среди американских индейцев[14];
- гаплогруппа E — встречается на островах Юго-Восточной Азии (ISEA) и на Соломоновых островах в Меланезии, что отражает неолитическую экспансию носителей австронезийского языка;
- гаплогруппа G — распространена на севере, востоке и в центре Азии[15]. С наибольшей частотой встречается на северо-востоке Сибири;
- гаплогруппа М1 — найдена в западной Евразии и на Африканском Роге[1][16][17]. Возникла в Леванте 40 тыс. лет назад[18]; В Африке и на Ближнем Востоке совместно распространены субклады M1b и M1a, на Кавказе распространена только M1a[19]. Носители митохондриальной гаплогруппы M1, согласно исследованию эстонских генетиков Томаса Кивисилда и Рихарда Виллемса, переправились через Красное море и перешли из Аравии на территорию Африканского рога и Эфиопского нагорья во время последнего ледникового максимума[11][20].
- линии М2 — М6, а также М18 и М25 встречаются только в Индии[21][22][23][24][25][26];
- М7 — М10 и М21 — широко распространены в восточной и юго-восточной Евразии[27][28][29][30][31];
  - M9 включает две макроветви: M9a'b и E. M9a'b в настоящее время распространена на материковой части Восточной Азии с южным происхождением и расширением на север примерно от 18 до 28 тыс. лет назад;
- M11 — встречается только среди китайцев[32];
- M12 — небольшая группа в Японии[32];
- В 2009 году два независимых изданий сообщили об обнаружении у австронезийского населения Мадагаскара субклада M23[33][34];
- гаплогруппы M27 — M29 и Q — локализуются в Меланезии и среди австралийских аборигенов[35][36];
- гаплогруппы M31, M31a1 и M32 — на Андаманских островах[37][38];
- гаплогруппы M33, M33a, M34, M34a, M35, M37a и М39 — M41 — в Южной и Юго-Восточной Азии[24][39][40][41][42][43];

## Палеогенетика
- Гаплогруппа M определена у позднепалеолитических образцов F6-620 и AA7-738 из  пещеры Бачо Киро в Болгарии[44]
- Гаплогруппу M определили у позднепалеолитических обитателей бельгийской пещеры Гойе (Goyet), живших ок. 34 тыс. л. н. и у позднепалеолитического обитателя из Ла-Рошет (La Rochette) во Франции, жившего 28 тыс. лет назад[45]
- Гаплогруппу M определили у образца Ostuni1 возрастом ок. 27 тыс. л. н. (граветт Италии)[46]
- Гаплогруппу M определили у палелитического жителя острова Окинава Минато 1, жившего 20 тыс. лет назад (стоянка Минатогава)[47]
- M7a определили у образцов SRH 242 (20 000 лет до настоящего времени), SRH 292 бедренная кость (16 000 — 9000 лет до н. в.) и SRH 188 (4574 — 4452 лет до н. в.) из японской пещеры Сирахо-Саонэтабару[англ.] на острове Исигаки[48]
- M1b определили у образца TAF014 (14,48 тыс. л. н.) иберо-мавританской культуры из марокканского Тафоральта[49][50][51]
- M9 (мутация T16304C) определили у образца MZR (Mengzi Ren, черепная крышка MLDG-1704, 14 тыс. л. н.) из Оленьей пещеры (Китай)[52]
- M71d определили у двух неолитических образцов в Южном Китае, датируемых возрастом более 11 тыс. лет. Один образец происходит из лунлиньской пещеры Лаомакао (Laomocao Cave) в Гуанси–Чжуанском автономном районе, второй — из Циншуйюань-Дадуна (Qingshuiyuan Dadong, QSYDD) в провинции Гуйчжоу[10]
- M71+151 определили у образца Longlin_1 (10 686—10 439 лет до настоящего времени) из Китая (Гуанси-Чжуанский автономный район)[53]
- M35a  определили у образца UPG (9695-9545 лет до настоящего времени) из Шри-Ланки, М18а определили у образца ALG (5455-5375 лет до н. в.)[54]
- Гаплогруппа M определена у образца DevilsGate2 (5726—5622 лет до н. э.) из пещеры Чёртовы Ворота в Приморье[55]
- M80’D определили у образца Higa020 (начальный Дзёмон, Higashimyou shell midden)[47]
- M7a1a определили у образцов Higa006 (начальный Дзёмон, Higashimyou shell midden, 7,934—7,792 тыс. л. н.), Todo5 (ранний Дзёмон, Todoroki shell midden, 6,210—6,094 тыс. л. н.) и MB-TB27 (поздний Дзёмон, Mabuni hantabaru)[47]
- M7a определили у образца Kaso6 (средний Дзёмон, Kasori shell midden)[47]
- M5 определили у образца La368 культуры Хоа-Бинь (ок. 7888 л. н.) из Лаоса[56]
- Гаплогруппу M (субклад M1[57]) определили у молодой представительницы донеолитической культуры тоалеан (7,3—7,2 тыс. лет до настоящего времени) из известняковой пещеры Леанг Паннинге[индон.] на острове Сулавеси в Индонезии[58]
- Гаплогруппу M определили у представителя майкопской культуры[59]
- M7c1b и M7b1a определены у представителей культуры Донгшон бронзового века Вьетнама, M21b1a — у образца Ma91 (ок. 4319 л. н.) из Малайзии, M13c — у образца Ma912 (2447 л. н.) из неолита Малайзии, M20 — у образца Vt833 (ок. 4171 л. н.) из неолита Вьетнама[56]
- M1a1b1 обнаружена у образца I4246 (культура колоколовидных кубков) из Камино-де-лас-Йесерас (муниципалитет Сан-Фернандо-де-Энарес) в центральной Иберии (2473—2030 лет до н. э.)[60]
- M1 определена у образца irk078 из Забайкалья (3700 лет до настоящего времени)[61]
- Гаплогруппу M определили у представителя межовской культуры из Каповой пещеры[62]
- M1a1 определили у двух высокостатусных египетских мумий (у Nakht-Ankh и Khnum-Nakht была одна мать, но разные отцы) 12-й династии (1985—1773 года до н. э.) эпохи Среднего царства, найденных в Дейр-Рифа (en:Rifeh) в 1907 году сэром Уильямом Флиндерсом Петри и Эрнестом Маккеем[63]
- M1a1, M1a1i, M1a1e и M1a2a определены у мумий из Абусира[64][65]
- M (M5/M7b'd/M13b) определили у представителя раннесарматской культуры I0575/Pr3 из Покровки Актюбинской области (V—II вв. до н. э., Y-ДНК: R1b1a2a2-CTS1078/Z2103>Y21707*)[66]
- M7b1a1 определили у образца BalongKD10 (1568—1409 л. н.) и — у образца BalongKD06 (1500 л. н.) из Китая (Гуанси-Чжуанский автономный район). M7b1a1a определили у образца BalongKD08 (1500 л. н.), М10 — у образца CenxunKP13 (1511 — 1310 л. н.), M7b1a1+(16192) — у образца CenxunKP05 (1467 — 1307 л. н.), M7b1a1a3 — у образцов YiyangKP17(1467—1307 л. н.) и CenxunKP07 (1366—1293 л. н.)[53]
- M65a определили у образца I6197 (1200—800 лет до н. э.), M30c1 определили у образца I12149 (1000—800 лет до н. э.), M30g определили у образца I12134 (1000—800 лет до н. э.), M4a определили у образца I12136 (1000—800 лет до н. э.), M5a определили у образца I13222 (1000—800 лет до н. э.) из долины Сват (Пакистан), M30b у образца I6549 (167—46 лет до н. э., Butkara_IA, долина Сват), M3a2 определили у образца I12450 (1000—800 лет до н. э., Butkara_II), M35b у образца I5397 (968—833 лет до н. э., Katelai_IA, долина Сват)[67], M3a2 определена у образца I12450 (824—792 calBCE, Butkara_IA)[68]
- M1a1 определена у кенийского образца I8809 (Kisima Farm, A5/Porcupine Cave, Pastoral_Neolithic (PN cluster), 3030—2860 л. н.), M1a1f определена у кенийского образца I8820 (Kisima Farm, A5/Porcupine Cave, Pastoral_Neolithic (PN cluster), 2840—2740 л. н.), M1a1b (скорее всего) определена у кенийского образца I8923 Rigo Cave (GrJh3), Pastoral_Neolithic/Elmenteitan (PN cluster), 2690—2350 л. н.), M1a1b определена у кенийского образца I8830 (Naivasha Burial Site, Pastoral_Neolithic (PN cluster), 2360—2210 л. н.)[69]
- M7a1a4 определили у образца Yayoi_1 (Период Яёй, Япония)[70]
- M10a1a1a выявлена у образца scy332 (248 — 391 гг., очевидно, из вторичного захоронения) из могильника близ молдавского села Глиное[71]
- M6 выявлена у образца Szeg076.422B из аварского могильника VI—VII веков в Сегвар-Оромдюль (Szegvár-Oromdülő) в Венгрии[72]
- M7b1a1a1 определили у образца имперского периода Кофун JpIw33 (1295—1355 л. н.)[70]
- M1a1b1d определили у образца PLEper200, а M1b2* — у образца MHper26 из Карпатского бассейна (X—XI вв.)[73]
- M9a1a определили у образца SHK001 (Grave 1, Shekshovo 2, 1207±22 гг., Y-хромосомная гаплогруппа J2a) из погребения на северной окраине селища Шекшово 2 близ села Шекшово в Суздальском Ополье (Ивановская область) [74]
- M7c1a1a1 определили у представительницы чияликской культуры (XI—XIV века)[75]
- M7c2 определена у вьетнамского образца Vt719, похороненного 229±69 лет назад[56]